# Букуроаја (Бихор)
Букуроаја (рум. Bucuroaia) насеље је у Румунији у округу Бихор у општини Копачел. Oпштина се налази на надморској висини од 371 m.

## Становништво
Према подацима из 2002. године у насељу је живело 456 становника, од којих су сви румунске националности.